# Нариманов, Николай Порисламович
Николай Порисламович Нариманов (род. 10 апреля 1958, Свердловск) — советский хоккеист, нападающий.

## Биография
Воспитанник свердловского «Спартаковца». В сезоне 1975/76 играл в первой лиге за «Автомобилист» Свердловск. В рамках прохождения армейской службы перед следующим сезоном оказался в ЦСКА. В следующем сезоне транзитом через СКА МВО Липецк оказался в СКА Ленинград. Два сезона отыграл за «Автомобилист». После вылета команды в первую лигу перед сезоном 1980/81 перешёл в киевский «Сокол», где отыграл 9 сезонов. Бронзовый призёр чемпионата 1984/85, в котором с 26 шайбами поделил 2-3 места в списке лучших снайперов. Играл за команды низших лиг Германии — «Гамбург» (1989/90), «Фюссен» (1990/91 — 1991/92), «Хайльбронн» (1993/94, 1995/96 — 1998/99), «Штутгарт» (1994/95) и Италии — «Боцен 84» (1992/93).
Чемпион мира среди молодёжи (1977, 1978).
Затем — детский тренер в Гессене.